# Rudolph Richly
Rudolph Richly (auch: Rudolf Richly; * 9. Januar 1886 in Ödenburg (ungarisch Sopron); † 11. Januar 1975 in Wien) war ein österreichischer Landschafts-, Veduten-, Genre- und Stilllebenmaler.

Grab von Richly auf dem Wiener Zentralfriedhof

## Leben
Richlys Vorbilder waren französische Maler, vor allem Henri Matisse, Pierre Bonnard und Marc Chagall.
Richly kam, nachdem er die Realschul-Matura bestanden und zwei Semester an der Akademie in Budapest studiert hatte (im Übrigen war er Autodidakt), 1921 nach Wien.
Auf der Ausstellung des Verbandes bildender Künstler, Wiener Heimatkunst, Wien 1933, zeigte er die Aquarelle „Aulandschaft“, „Wasserlandschaft“, „Landschaft im April“, „Farbige Häuser“ und „Beim Lainzer Tiergarten“. Bis 1938 war er Mitglied der „Wiener Brücke“. 1947 wurde er Präsident der Gemeinschaft bildender Künstler, 1948 Mitbegründer des „Neuen Hagenbundes“, dessen erster Präsident er bis 1952 war. 1952 wurde er Mitglied der Wiener Secession und beteiligte sich an sämtlichen Ausstellungen dieser, 1969 wurde er Mitglied der „Künstlergruppe Burgenland“. Bis 1969 waren ihm vier Personalausstellungen der Wiener Secession gewidmet, 1971 war er mit zwei Gemälden auf der Ausstellung der Wiener Secession in London vertreten. Von 1957 bis 1971 stellte er alljährlich in Paris aus, in den letzten Jahren in der Galerie Arlette Chabaud.
1972 widmete ihm die Burgenländische Landesgalerie, Eisenstadt, eine 69 Werke umfassende Personalausstellung, die Richly als Rückkehr in seine Heimat, das Burgenland, bezeichnete. 1974 präsentierte die Secession Malereien 1950–1974.
Postum veranstaltete die Neue Galerie, Wien, 1986 eine Richly-Ausstellung zum 100. Geburtstag des Künstlers. Sein Grab befindet sich auf dem Wiener Zentralfriedhof (Gruppe 163, Reihe 13, Nummer 21) und wurde Richly im Oktober 2017 von der Stadt Wien als Ehrengrab gewidmet.

## Auszeichnungen, Ehrungen, Preise
- Malerpreis des Wiener Kunstfonds (1954)
- Förderungsprämie des Unterrichtsministeriums und der Stadt Wien (1954)
- Klimt-Ehrung der Wiener Secession (1969)
- Silbermedaille in New York (1969)
- Goldmedaille in Nice (1969)
- Berufstitel Professor (1971)